# Eccleston (Cheshire)
Eccleston is een civil parish in het bestuurlijke gebied Cheshire West and Chester, in het Engelse graafschap Cheshire met 246 inwoners.
Op 2 km ten zuiden van het plaatsje ligt Eaton Hall, een landgoed dat eigendom is van de Duke of Westminster.